# Välluvs landskommun
Välluvs landskommun var en tidigare kommun i dåvarande Malmöhus län. 

## Administrativ historik
Kommunen bildades i Välluvs socken i Luggude härad i Skåne när 1862 års kommunalförordningar trädde i kraft. 
Vid kommunreformen 1952 uppgick kommunen i Mörarps landskommun som 1971 uppgick i Helsingborgs kommun.

## Politik

### Mandatfördelning i valen 1934–1946
| 8 | 12 |

| 19 |

| 10 | 10 |

| 19 |

| 12 | 8 |

| 18 |

| 12 | 8 |

| 18 |